# Jean-Anatole Kalala
Jean-Anatole Kalala Kaseba (ur. 25 stycznia 1947 w Muala) – kongijski duchowny rzymskokatolicki, w latach 1990–2020 biskup Kamina.